# Larry Van Kriedt
Larry Van Kriedt, född den 4 juli 1954 i San Francisco, är en amerikansk musiker som tillhörde rockbandet AC/DC:s originaluppsättning 1973, där han spelade bas.
Van Kriedt lämnade AC/DC efter bara fyra månader och efterträddes av Neil Smith.

## Fotnoter
1. ↑  Tjeckiska nationalbibliotekets databas, NKC-ID: xx0227486, läst: 18 december 2022.[källa från Wikidata]